# Musikkurzfilme: The Video Collection
Musikkurzfilme es el nombre de la colección de videos del grupo musical Lacrimosa. Aquí aparecen todos sus videoclips hechos en 
conmemoración de sus 15 años de carrera artística
de 1993 hasta 2005.
Lista de videos:
1. Satura
2. Schakal
3. Copycat
4. Stolzes Herz
5. Not every pain hurts
6. Siehst Du mich im Licht?
7. Alleine zu zweit
8. Der Morgen danach
9. Durch Nacht und Flut
10. Lichtgestalt
Bonus Material:
1. Making of "Schakal" and "Copycat"
2. Making of "Stolzes Herz"
3. Making of "Siehst Du mich im Licht? and Not Every Pain Hurts"
4. Making of "Lichtgestalt"
5. Trailer of the upcoming Lacrimosa movie
Aquí aparecen todos los videoclips y detrás de cámaras de "The Clips 1993 - 1995" y "The silent Clips" y un tráiler de su próxima película.
- Datos: Q6034715